# Koppo
Pour l’art martial, voir Koppōjutsu.
Koppo, de son véritable nom Simon Patrice Minko’o Minko’o, est un artiste rappeur, animateur radio et acteur camerounais né le 16 janvier 1976 à Yaoundé .  Il fait ses premiers pas dans la musique en 2003, et est le pionnier de la musique à texte en Camfranglais, argot camerounais qui est un mélange de français, d’anglais, de pidgin et de plusieurs langues locales. Son style musical est un mélange de Hip Hop et autres rythmes locaux. Son premier album intitulé Si tu vois ma go sorti en 2004 connait un énorme succès. Après 13 ans d'absence de la scène musicale, il revient en 2017  avec un single intitulé Gromologie. Koppo rejoint le label  MOTBINAMA INTERNATIONAL RECORDS en 2020 et signe son grand retour sur la scène discographique avec un nouvel album de 12 titres baptisé EBOTAN.

## Biographie

### Études
Koppo obtient son baccalauréat en 1998. À la suite, il démarre ses études universitaires en Lettres et d’Arts du Spectacle à l’Université de Yaoundé I.  Il se consacre aux arts dramatiques et par la suite à la musique, malgré le pessimisme de sa famille, comme il l’explique dans son titre Confessions.

### Carrière
Koppo fait ses débuts sur la scène en tant que comédien. En 2000, il participe au programme Just for fun, une émission de Vincent Ndoumbé qu'il anime sur CRTV la chaine nationale. En  2003, il joue dans la série Cité Campus, une des toutes premières Sitcom camerounaises, réalisée par Vincent Ndoumbé.
Il commence sa carrière musicale en 2003 en accompagnant le groupe Macase, lors d’un concert donné par Manu Dibango à Douala. Il passe la soirée avec les artistes et le lendemain du concert déclame pour la première fois le titre Si tu vois ma go. 
En 2004, il sort son premier album Si tu vois ma go, un album de 8 titres produit par Blick Bassy dans lesquels on retrouve les chansons Si tu vois ma Go, Emma, Confessions, Emma, J’en ai marre en collaboration avec la chanteuse Charlotte Dipanda et Foe en hommage au footballeur camerounais Marc Vivien Foe.
Par sa musique,  Koppo met en avant la richesse linguistique et culturelle du Cameroun en employant le Camfranglais, l'argot camerounais , dans laquelle l'artiste rappe essentiellement. Par ailleurs, son nom de scène Koppo signifie copain, pote, en camfranglais. Dans les titres de l'album, il met  principalement en évidence la vie et les rêves des jeunes camerounais de manière décomplexée, pacifiste et humoristique. 
Après la sortie de son album Si tu vois ma go, il fait ensuite plusieurs apparitions au Cinéma, d'abord en  2005, dans le film La déchirure  d’Alphonse Beni puis en 2006 dans le film Confidences  réalisé par Cyrille Masso.
Il reste dans les médias, plus précisément à la radio et exerce pendant plusieurs années comme animateur radio; il présente l'émission Chez Koppo, sur Kalak FM, radio populaire de la ville de Yaoundé. En 2015, il est lauréat du programme Visa Pour la création des Instituts Français 
Après plusieurs années en dehors de la scène musicale, Koppo fait son retour en 2017, 13 ans après la sortie de son premier album, avec le titre Gromologie,.
Et 17 ans après son album "Si tu vois ma go", le 31 août 2021 Koppo revient avec EBOTAN son album de 12 titres sous l'encadrement de la maison de production MOTBINAMA INTERNATIONAL RECORDS, label qu'il rejoint en Novembre 2020.

## Discographie

### Albums
- 2004: Si tu vois ma go
- 2021: EBOTAN

### Singles
- 2003: Si tu vois ma go

- 2017: Gromologie
- 2021: EBOTAN

## Récompenses et nominations
2004 :
- Révélation musicale aux CANAL 2’Or 2004
- Révélation musicale Feux d’Artifice à la CRTV
- Révélation Hip Hop aux RTS Awards
- Chanson Hip Hop de l’Année avec « Si tu vois ma go » à Yaoundé FM 94[11].

2015 : lauréat 2015 du programme Visa pour la création soutenu par l’institut français.